# Strumień (gemeente)
De gemeente Strumień is een stad- en landgemeente in het Poolse woiwodschap Silezië, in powiat Cieszyński.
De zetel van de gemeente is in Strumień.
Op 30 juni 2004 telde de gemeente 11 841 inwoners.

## Oppervlakte gegevens
In 2002 bedroeg de totale oppervlakte van gemeente Strumień 58,4 km², waarvan:
- agrarisch gebied: 70%
- bossen: 15%

De gemeente beslaat 8% van de totale oppervlakte van de powiat.

## Demografie
Stand op 30 juni 2004:
| Omschrijving                   | Totaal | Totaal | Vrouwen | Vrouwen | Mannen | Mannen |
| ------------------------------ | ------ | ------ | ------- | ------- | ------ | ------ |
| eenheid                        | aantal | %      | aantal  | %       | aantal | %      |
| inwoners                       | 11 841 | 100    | 5946    | 50,2    | 5895   | 49,8   |
| bevolkingsdichtheid (inw./km²) | 202,8  | 202,8  | 101,8   | 101,8   | 100,9  | 100,9  |

In 2002 bedroeg het gemiddelde inkomen per inwoner 1270,56 zł.

## Plaatsen
- Strumień (miasto,gemeentezetel)
- Sołectwa: Pruchna, Drogomyśl, Zabłocie, Bąków, Zbytków

## Aangrenzende gemeenten
Chybie, Dębowiec, Goczałkowice-Zdrój, Hażlach, Pawłowice, Pszczyna, Skoczów, Zebrzydowice.